# Катеринівський район
Катеринівський район рос. Екатериновский район — муніципальне утворення в Саратовській області. Адміністративний центр району — смт Катеринівка. Населення району — 19 227 осіб.

## Географія
Розташований у північно-західній частині Правобережжя, на вододільних просторах річок Хопер і Ведмедиці. У центральній частині район перетинають залізнична лінія Аткарськ — Ртищево Приволзької залізниці і автомобільна дорога Тамбов — Саратов.

## Історія
Катеринівський район утворений 23 липня 1928 року в складі Саратовського округу Нижньо-Волзького краю.
З 1934 року район в складі Саратовського краю, з 1936 року — в Саратовської області.
19 травня 1960 року до складу району включена територія скасованого Бакурського району.
В 1963–1965 роках район був скасований.
З 1 січня 2005 року район перетворений в муніципальне утворення Катеринівський муніципальний район.

## Економіка
Район сільськогосподарський, один з найбільших в області виробників товарного зерна і продукції тваринництва. Підприємства переробляють сільськогосподарську сировину. Діють маслозавод, круп'яний завод, великий елеватор.

## Пам'ятки
Недалеко від районного центру в селі Переїзд збереглася церква Михайла Архангела (1906 рік, візантійський стиль).